# 아벨리사우루스
아벨리사우루스는 중생대 백악기 후기 상파뉴절에 아르헨티나를 비롯한 남반구에서 번성한 아벨리사우루스류에 속해있는 아벨리사우루스과 수각류 공룡이다. 속명의 뜻은 '아벨의 도마뱀'인데 박물관장 '로베르트 아벨'에 의해 발굴되었기 때문에 그의 이름을 따 붙인 것이다.

## 특징
우선 아벨리사우루스과를 비롯한 아벨리사우루스는 매우 짧은 팔을 가지고 있으며 경사가 급하고 짤막한 주둥이가 큰 특징이다. 몸길이는 6.5~7.9m, 몸무게 1.65t로 추정되고 있다. 아벨리사우루스과들 중에선 중대형 크기에 속하는 편이다. 같은 시대에 공존했던 공룡으론 아이로스테온, 아우카사우루스, 안타르크토사우루스등과 서식했을 것이다.

## 발견과 연구사
이 공룡은 아나클레토층(Anacleto formation)에서 두개골 일부만 발견되었다. 박물관장 '로베르트 아벨'에 의해 최초로 발굴되었음으로 이를 아벨리사우루스로 명명한다. 이후 1985년 아르헨티나의 코마 후엔 지방에서 고생물학자인 호세 보나파르트(Jose Bonaparte)와 페르난도 노바스(Fernando Novas)에 의해 새로운 화석들이 발견되었다.

## 대중 매체
- 고대왕자 공룡킹에서 격투 쟌쟈크편에서 불 속성 공룡으로 등장한다.

## 같이 보기
- 공룡
- 카르노타우루스